# Maryul

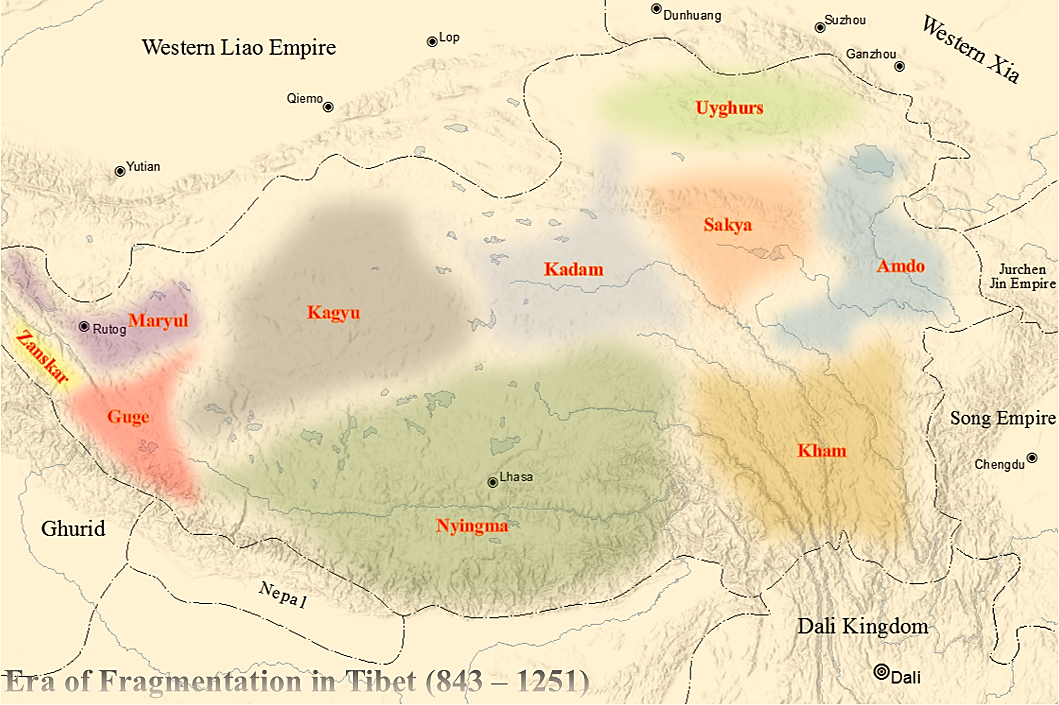
Maryul, vers 900, pendant l'ère de la fragmentation de l'Empire du Tibet.

Le Maryul ( Wylie : Mar-yul), diminutif de Maryul du Ngari (Mar-yul du mNgah-ris), signifiant la « terre basse du Ngari » est une ancienne théocratie, fondée par Lhachen Dpalgyimgon, territoire dont il hérite de son père. Ce territoire se nomme ainsi en raison de la basse altitude de son territoire par rapport à l'ensemble du plateau du Tibet.

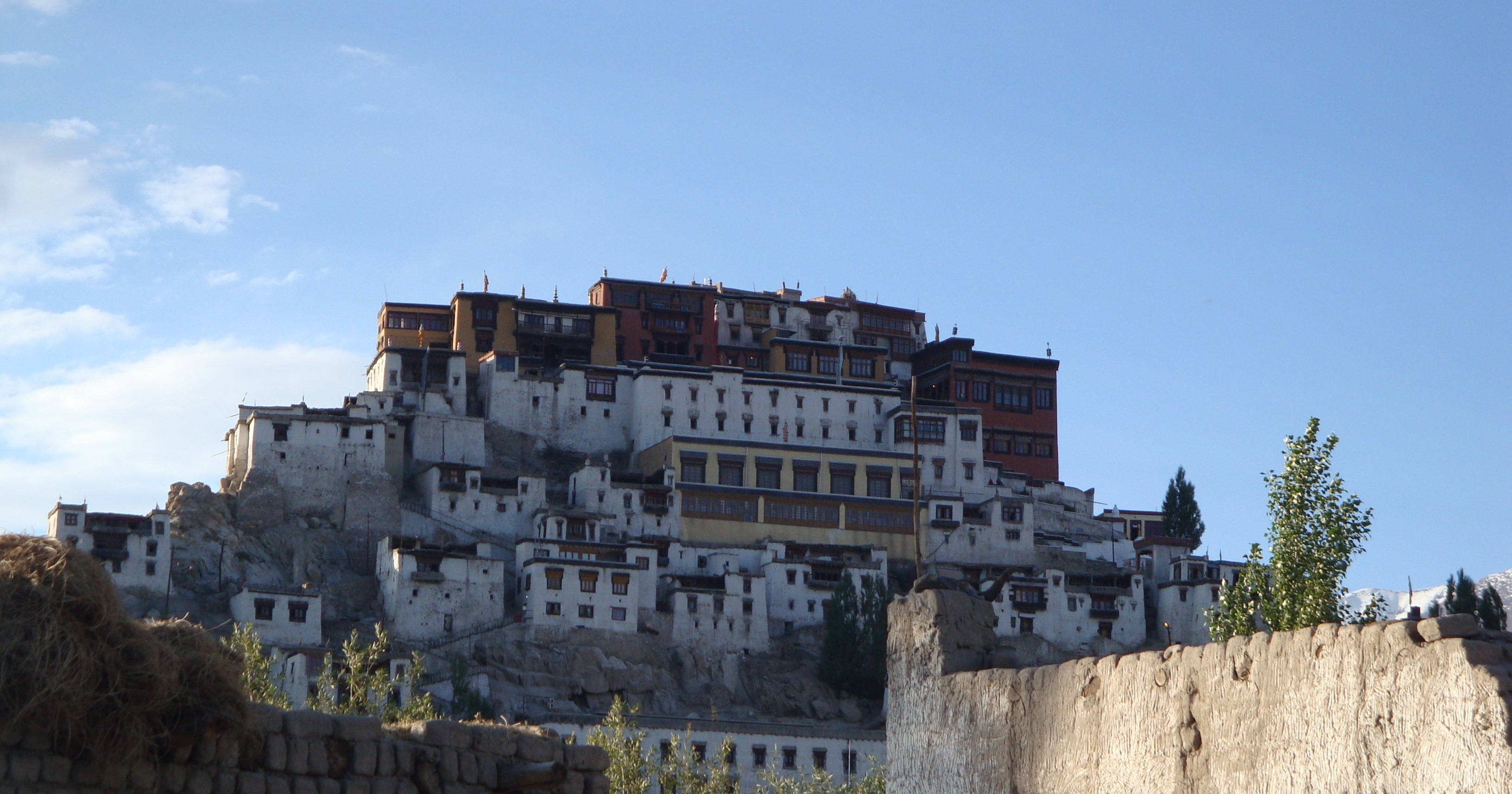
Palais et monastère de Shey, capitale de Maryul

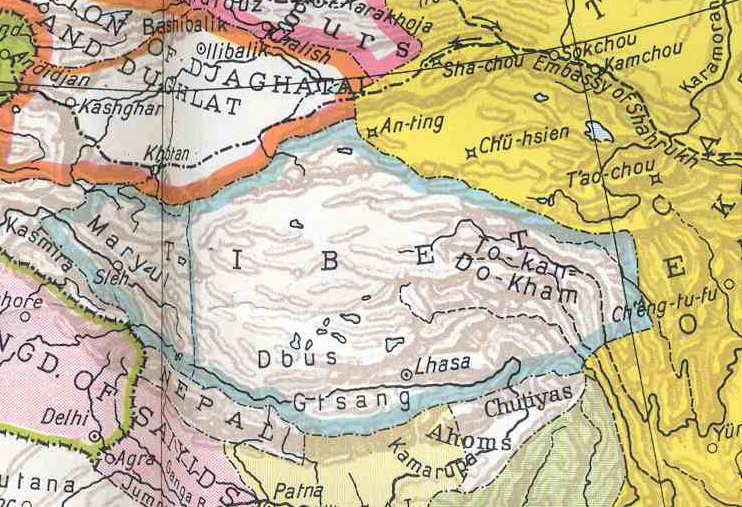
Les 3 régions du Tibet en 1415, à côté de l'empire de la dynastie Ming en jaune, d'après une carte allemande de 1935, particularité, le Ngari Korsum est noté Maryul

Le village de Rudok faisait partie de ce royaume, il comporte un palais et monastère dans sa ville haute.

## Étymologie
Bien que le signification « terre basse » du terme en tibétain de Mar-yulsoit claire, il y a des preuves que le nom a été utilisé avant que le Ladakh ne soit tibétanisé. Notamment, le pèlerin bouddhiste chinoise, Xuanzang le mentionne sous le nom « Mo-lo-so », qui pourrait amener vers un nom reconstruit tel que *Malasa, *Marāsa, or *Mrāsa.,. Les annales de Dunhuang font état de la part du gouvernement de l'Empire tibetain de recensement de Zan-zun et Mar(d) en 719. Le texte persan Hudud al-'Alam (c. 982) le nomme comme une « pays du Tibet fortunée » comportant une tribu nommée Mayul. Ces différentes faits suggèrent que Mar-yul (« pays de "Mar" ») pourrait avoir été le nom prore du pays, mais qu'il a été interprété comme « terre basse » (du Ngari) au Xe siècle.
Le nom Maryul était utilisé à la fin du XVIe siècle, lorsque Mirza Haidar Dughlat y fait référence. Il nomme également une région « Ladaks », mais elle était visiblement distincte de Maryul. La disparition du terme Maryul au profit du terme Ladakh est donc plutôt récente.

## Histoire
Pendant l'ère de la fragmentation, Lhachen Palgyigön hérite de ce royaume de son père Kyide Nyimagon (arrière-petit-fils de Langdarma, dernier empereur de l'Empire du Tibet) au Xe siècle.